# Пьер де Кубертен (стадион)
Пьер де Кубертен (фр. Stade Pierre-de-Coubertin) — стадион в Каннах.
Домашняя арена футбольного клуба «Канн». Вмещал в разное время от 12000 до 16000 зрителей. Построен в 1969 году, но несколько раз реконструировался.
Стадион неоднократно принимал матчи высшего дивизиона чемпионата Франции по футболу. После сезона 1997/98 футбольный клуб «Канн» выбыл из высшего дивизиона и играет сегодня в четвёртой по силе французской лиге.